# Cordillera de Muñecas
La cordillera de Muñecas es un cordón montañoso parte de la cordillera de los Andes. El mismo es una de las seis secciones que componen la cordillera Real en Bolivia.
La misma posee unos 50 km de longitud, ubicándose entre la cordillera de Apolobamba y la cordillera de La Paz en el departamento de La Paz. Entre sus picos se destacan el Quilli Huyo con una elevación de 4.950 m, y el pico Matilde, con una elevación de 4.930 metros. 
Las estribaciones de la cordillera de Muñecas forman unos de los laterales sobre los que se recuesta el lago Titicaca, destacándose sobre dicho margen el golfo de Achacachi.
Su ladera oriental ha sido fuertemente erosionada por los diversos cauces fluviales que desciende por ella.
Esta cordillera contiene yacimientos minerales de zinc, plomo y plata.